# Болонинис, Фридерикос
Фридерикос Болонинис (Болонинис-младший, греч. Φρειδερίκος Βολωνίνης  (ο νεότερος), собственно Федерико Болоньини, итал. Federico Bolognini; 26 апреля 1902, Афины — 1970) — греческий скрипач.
Сын итальянского скрипача Федерико Болоньини-старшего, на рубеже XIX—XX веков работавшего в Греции и преподававшего в Афинской консерватории. Учился там же, окончив курс в 1917 году; ученик Жозефа Бустидуи. Затем совершенствовал своё мастерство в Париже.
Наиболее известен как концертмейстер Афинского государственного оркестра в 1942—1963 гг. С конца 1920-х гг. и вплоть до 1950 г. выступал также в составе Афинского трио, основанного Димитрисом Митропулосом, — первоначально с виолончелистом Ахиллеасом Пападимитриу (греч. Αχιλλέας Παπαδημητρίου); с 1931 г. в составе трио играли пианист Спирос Фарантатос и виолончелистка Лида Курукли (греч. Λήδα Κουρούκλη).